# بي أم دابليو الفئة 3 (إي 21)
بي إم دبليو إي 21 (BMW E21) هي الجيل الأول من سيارات بي إم دبليو الفئة الثالثة التنفيذية المدمجة، والتي تم إنتاجها من يونيو 1975 إلى 1983 واستبدلت الفئة 02. تم إطلاق السلسلة حصرًا في طراز سيدان ببابين (باستثناء السيارات المكشوفة التي صنعتها بور). على عكس سابقتها، لم يعد يتوفر هيكل "Touring" بفتحة خلفية مائلة.
تم إنتاج النطرازات الأولية بمحركات بنزين رباعي الأسطوانات مكربنة 1.6 لتر ، 1.8 لتر و 2.0 لتر. تم إدخال حقن الوقود في أواخر عام 1975 على محرك 320i، ولكن في عام 1977 حل محرك مكربن سداسي الأسطوانات محل كلا الطرازين 320 و 320i.
تم إنتاج هيكل كابريوليه، المصنوع من قبل بور، من عام 1978 إلى عام 1981، مع جميع المحركات المتاحة.
لم يكن هناك طراز بي إم دبليو إم 3 لجيل إي 21، ولكن تم إنتاج العديد من طرازات الإصدار المحدود بناءً على الطراز الذي يحتوي على أكبر محرك، وهو المحرك ذو الست اسطوانات 323i.
تم استبدال الـ إي 21 بـ الفئة 3 (إي 30) في عام 1982.

## التصميم
صممت السيارة بواسطة المصمم، بول براوك. الواجهة الامامية للسيارة كانت معروفة بسبب استخدام شركة بي إم دابليو علامتهم التجارية (كلية على الشبكة الامامية).
السيارة تشبه من الامام الفئة الخامسة (إي 12).